# Taeniacanthus sebastichthydis
Taeniacanthus sebastichthydis is een eenoogkreeftjessoort uit de familie van de Taeniacanthidae. De wetenschappelijke naam van de soort is voor het eerst geldig gepubliceerd in 1939 door Yamaguti.